# L'escopeta nacional
L'escopeta nacional (títol original: La escopeta nacional) és una pel·lícula espanyola dirigida per Luis García Berlanga, estrenada el 1978. Ha estat doblada al català. Es va seguir de dues pel·lícules més: Patrimonio nacional i Nacional III.

## Argument
Un industrial català organitza una partida de caça mundana amb la finalitat de promoure les seves ambicions comercials. Però ha de superar nombroses dificultats amb els seus convidats. D'altra banda, els polítics corruptes amb qui comptava seran exclosos en una remodelació ministerial. Un quadre satíric de les classes en el poder en els últims anys del franquisme.

## Repartiment
- José Sazatornil: Jaume Canivell, l'industrial
- Antonio Ferrandis: Álvaro
- José Luis López Vázquez: Luis José
- Luis Escobar: el Marqués de Leguineche
- Mònica Randall: Mercé
- Agustín González: el pare Calvo
- Rafael Alonso: Cerrillo
- Amparo Soler Leal: Chus
- Bárbara Rey: Vera del Bosque
- Laly Soldevila: Laura
- Conchita Montes: Soledad
- Andrés Mejuto: De Prada

## Comentaris
L'escopeta nacional és la primera pel·lícula del tandem Azcona-Berlanga dirigida sota la jove democràcia espanyola. Evoca, sota un angle ferotgement humorístic, els últims instants d'una dictadura que agonitza:
| « | Pel visor de la seva carabina de festa forana, Berlanga i Azcona fan passar tots els representants d'un ordre polític i social que s'ensorrava. | » |

Marquesos arruïnats, politics prevaricadors, burgesoss arrivistes, criats servils i còmplices, clergat ultraconservador...:
| « | Comèdia coral rodada en amplis plans seqüència superpoblats de personatges grotescos, L'escopeta nacional és la pel·lícula més càustica. | » |